# Inonge Mbikusita-Lewanika
Tiến sĩ Inonge Mbikusita-Lewanika (sinh ngày 10 tháng 7 năm 1943 tại thủ phủ Senanga) là chính trị gia người Zambia. Bà là Đại sứ của nước Cộng hòa Zambia tại Hoa Kỳ. Bà đã nộp giấy ủy nhiệm cho Tổng thống Hoa Kỳ George W. Bush ngày 26 tháng 12 năm 2003.

## Cuộc đời

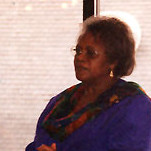
Inonge Mbikusita-Lewanika

Tiến sĩ Lewanika học tại trường Đại học New York và làm giảng viên tại đây. Năm 1964, bà học cao học tại Đại học Bách khoa bang California, lấy bằng Kinh tế gia đình và bằng thạc sĩ. Bà lấy bằng tiến sĩ Giáo dục tiểu học của cô tại trường Đại học New York.
Bà là giảng viên và giáo sư giáo dục tại trường Đại học Zambia. Sau đó, bà được UNICEF tuyển dụng làm cố vấn khu vực Châu Phi. Năm 1991, bà được bầu vào Nghị viện đảng Phong trào Dân chủ Đa đảng (MMD) dựa trên các cuộc thăm dò đa đảng lần đầu tiên trên Zambia diễn ra từ năm 1972. Bà là đại biểu quốc hội cho đến năm 2001.
Năm 2003, bà được bổ nhiệm làm Đại sứ tại Hoa Kỳ. Năm 2006, bà được công nhận là "đại sứ của năm". Ba làm Đại sứ đến hết năm 2008. Bà là một trong 2 phụ nữ tranh cử Tổng thống Zambia trong cuộc bầu cử năm 2001. Sau cuộc bầu cử, bà trở thành Đại sứ và Đặc phái viên cho Tổng thống Zambia Levy Mwanawasa từ khi ông là Chủ tịch của Liên minh Châu Phi.
Năm 2009, bà được trường Đại học Bang Bách khoa California trao bằng danh dự Tiến sĩ Luật.

## Gia đình
Cô là con gái của Vua Lewanika đệ Nhị thuộc triều đại Barotseland. Anh trai của cô, Akashambatwa Mbikusita-Lewanika, cũng là một chính trị gia. Bà kết hôn và có hai con gái.